# 布宜诺斯艾利斯地铁B线
B线（西班牙語：Línea B）是布宜诺斯艾利斯地铁第二条开通的线路（1930年10月17日），从莱昂德罗·N·阿莱姆站到乌尔基萨镇的胡安·曼努埃尔·德·罗萨斯站，全长11.75公里。
近年来，成为最常用的线路，特别是在查斯公园区印加站和乌尔基萨镇之间开通后更是如此。这是布宜诺斯艾利斯地铁第一条拥有驗票閘門和電動扶梯的路线。
B线是唯一使用第三轨供电的线路，而其余线路则通过架空电缆供电。其轨距与其他路线同为1,435毫米（4英尺8 1⁄2英寸）的标准轨。
现今B线使用的机车辆为旧東京地鐵丸之内线的300/500/900型车辆以及CAF的5000型车辆。日本机车是在1990年初收购，目前正逐步淘汰，由来自马德里地铁的CAF5000型和6000型替代

## 历史
1912年，阿根廷国会颁布了第8,870号法，将中央邮局和布宜诺斯艾利斯中央铁路通过一条8.7公里的隧道相连。该法案规定，这些工程“将部分疏通城市中心地区的交通”。
然而要等到1927年12月17日，特奥菲洛·拉克罗塞（Teófilo Lacroze）、阿根廷国家银行行长托马斯·德埃斯特拉达（Tomás de Estrada）、布宜诺斯艾利斯中央铁路董事会主席路易斯·J·罗卡（Luis J. Rocca）和哈里斯和福布斯银行在美国纽约签署财务协议。决定将授予拉克罗塞兄弟公司的客运、包裹和货运线路特许权。   

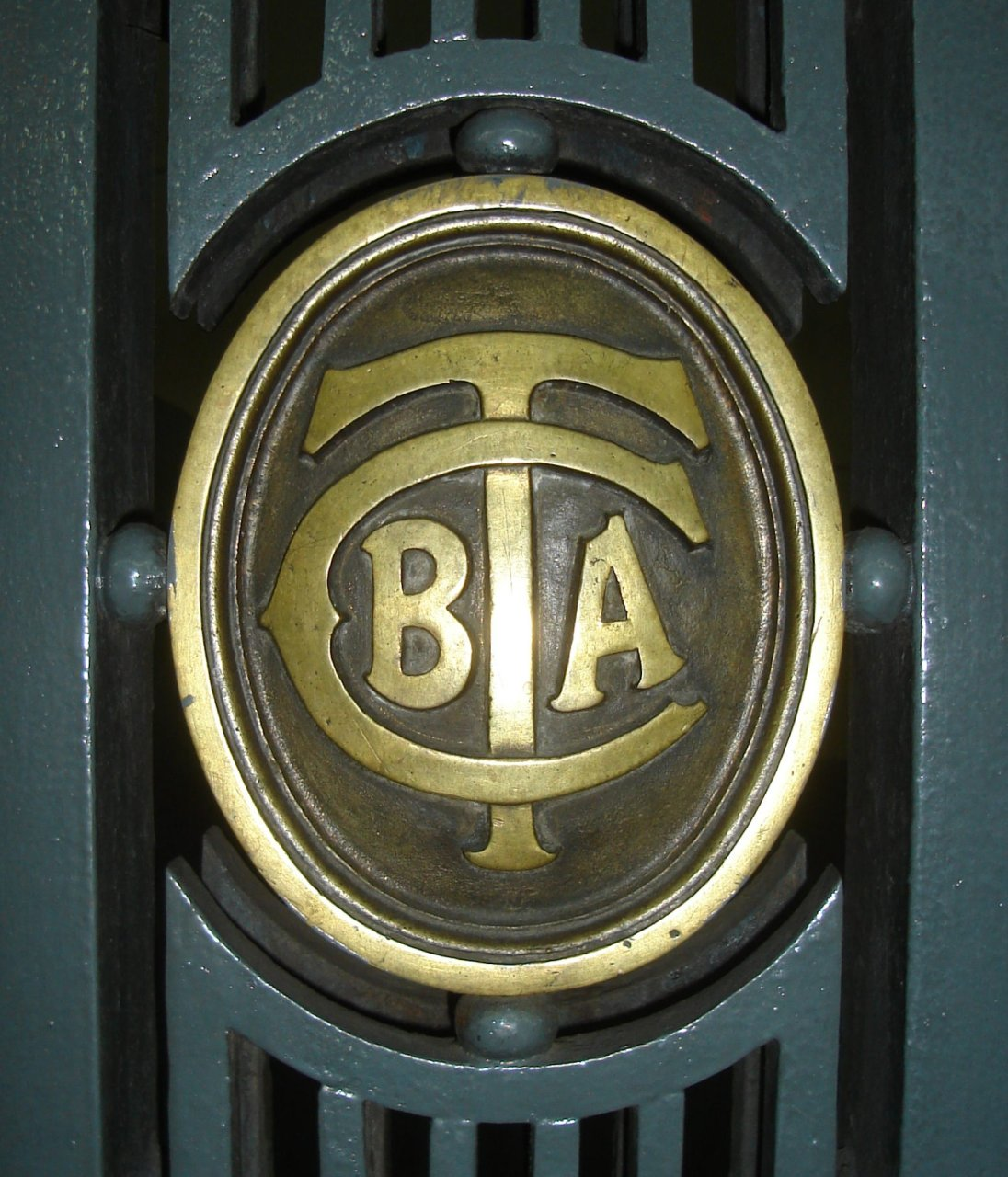
费德里科·拉克罗兹火车站内的布宜诺斯艾利斯中央航站楼青铜牌匾。

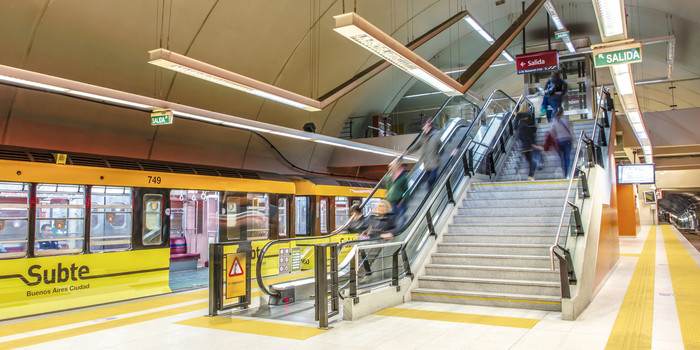
营团500型列车在胡安·曼努埃尔·德·罗萨斯站 (布宜诺斯艾利斯地铁)

这条路线由阿根廷建筑商Dwight P. Robinson & Cía，并被命名为布宜诺斯艾利斯中央车站铁路（Ferrocarril Terminal Central de Buenos Aires）。费德里科·拉克罗兹站至卡亚俄站的路段于1930年10月17日开通，全长7.021公里。而路线的首次通车由当时事实总统何塞·费利克斯·乌里武鲁进行。
1931年6月22日，路线延长至卡洛斯·佩列格里尼站。最终在1931年12月1日线路延伸到莱昂德·N·阿莱姆站。这三条路段都建于科连特斯大道之下，包括19个弯道和13个站点。
根据路线的深度，修建使用了多种不同的工法，如明挖回填法、盾构法等。通过明挖回填法修建了费德里科·拉克罗兹站、多雷戈站、坎宁站（现马拉维亚站）、里约热内卢站（现安赫尔·盖利亚尔多站）和梅德拉诺站。全線最深處在迈普街，深度达17米。在查卡里塔区的兰卡瓜公园（今安第斯公园）的下方建造兰卡瓜车间和一个10轨车库（可容纳110辆车厢）。
这条线路带有自动扶梯和用于验票的闸机，这些机器最初在美国制造。B线比A线还要深，而且每个车站都装饰着具有特色色彩的饰带。
1933年7月12日，在中央供应市场（Mercado Central de Abasto，后为阿瓦斯托购物中心）底下建立一条地下通道，从而将布宜诺斯艾利斯中央铁路的货物通过电力机车运送，但在1952年11月27日发生的一场火灾后被停用。从此以后，列车安装起自动发光信号，并在1980年被其他磁感应装置所取代，而到1998年正式由ATP系统所取代。

### 扩建工程

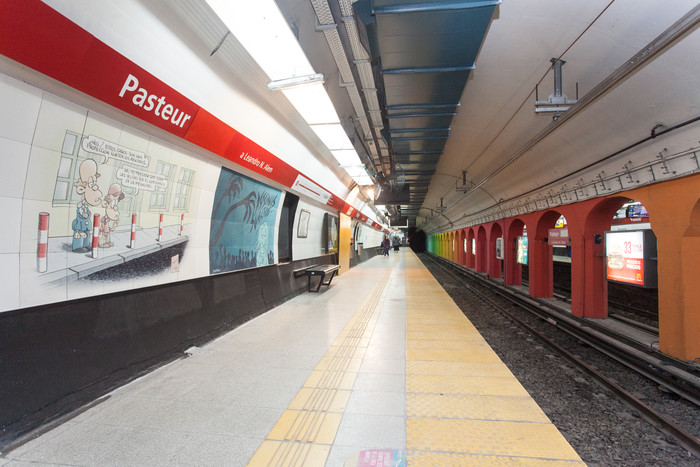
为CAF 6000型新增的架空电缆。

B线在21世纪中向西延伸约2公里（即印加站-查斯公园站到埃切维利亚站路段）。在2013年7月26日开通胡安·曼努埃尔·德·罗萨斯站（前称乌尔基萨镇站），此车站还提供了巴托洛梅·米特雷将军铁路的换乘服务。

## 机车车辆

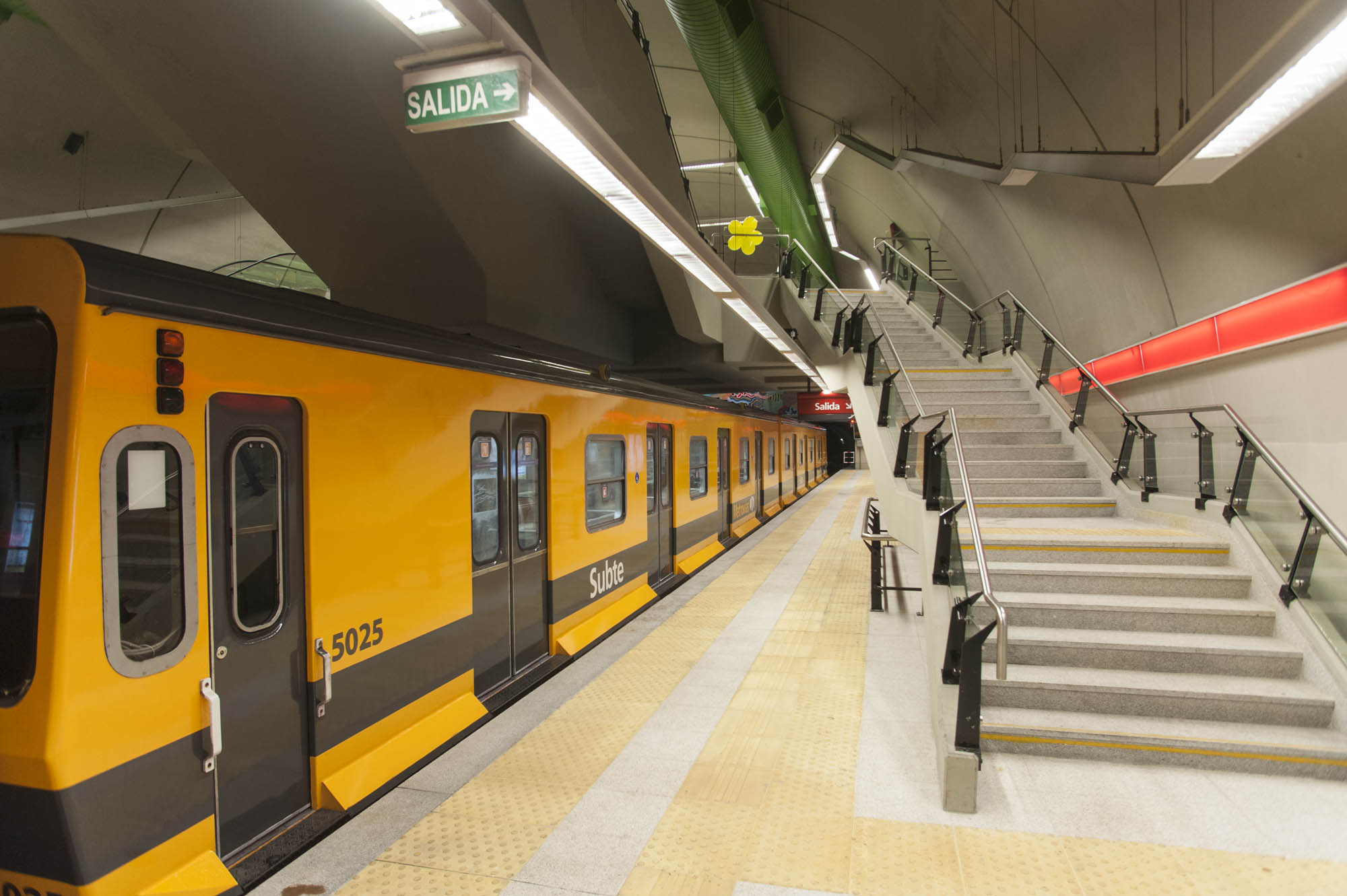
CAF 5000型列车于埃切韦里亚站 (布宜诺斯艾利斯地铁)。

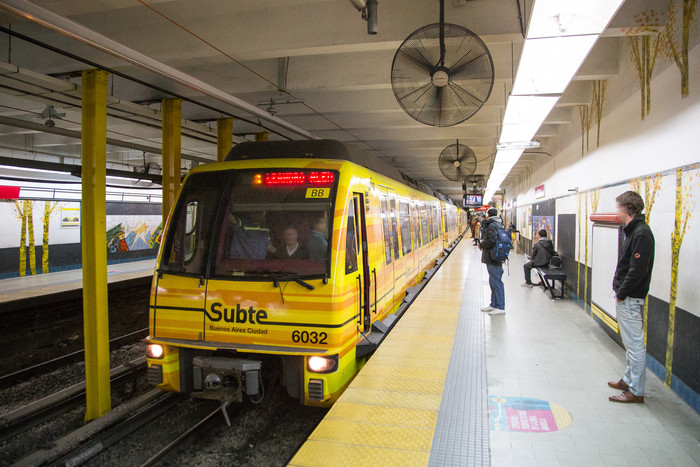
CAF 6000型列车。

B线开通时，启用了56辆英国都城嘉慕列车（编号从101到156）。每辆都有两台105马力的马达。内部有47个木制座椅。一年后，美国奥斯古德布拉德利车辆公司生产的20辆类似列车也加入至车队。
从1996年开始在B线运行的日本制造的营团300/400/500/900型车辆，此前这些车辆在1954年至1995年末于东京丸之内线运行。2009年，宣布马德里地铁已售出其最古老的宽式列车前往布宜诺斯艾利斯。2011年5000系列投入使用，以取代自1996年使用的营团300/400/500/900型。截止2020年，剩余的营团300/400/500/900型车辆是世界上仍在运营的最古老的城市轨道交通车辆。
在2013年7月，马德里地铁以3260万欧元的价格将73辆6000型（于1998年投入使用）出售给布宜诺斯艾利斯地铁，以更换退役的日本产列车。购买CAF 6000型遭到了大量批评，因为需要进行大规模且昂贵的改造以适应不适用于B线的新机车车辆。由于6000型列车采用架空电缆供电，与B线现有的第三轨供电相比，必须安装新的架空接触网系统。而事实证明，新安装的架空电缆不足以为6000型提供足够的能量，导致列车运行性能降低，进而导致速度降低。这些列车比B线的原始裝載量规要小多，因此需要对列车进行改造以减少的站台间隙。这些改造使得二手列车并不比简单地购买新的机车车辆（如A线的200系列）便宜。

## 逸闻
- 在为建设莱昂德·N·阿莱姆站（西班牙语：Leandro N. Alem (Buenos Aires Underground)）进行挖掘时，发现了第四纪猛犸象的遗骸，这些遗骸后被送往拉普拉塔自然科学博物馆（英语：La Plata Museum）
- B线通过费德里科·拉克罗兹火车站（英语：Federico Lacroze railway station）的一个坡道将非服务状态的列车连接到乌尔基萨线（英语：Urquiza Line）电气化轨道，后前往位于胡爾林漢鲁文·达里奥站的乌尔基萨将军铁路（英语：General Urquiza Railway）车间进行维护。
- 直到1990年代阿根廷铁路私有化（英语：Railway privatisation in Argentina）之前，B线使用绿色标识，而D线使用红色。
- 佛罗里达站（西班牙语：Florida (subte de Buenos Aires)）至卡洛斯·佩列格里尼站（西班牙语：Carlos Pellegrini (subte de Buenos Aires)）是B线上最繁忙的两个车站，因为大多数通勤者在早上从那里下车前往市中心的金融区工作。此外，晚间可以在此处前往娱乐区（另见佛罗里达街）。
- 卡洛斯·佩列格里尼站（西班牙语：Carlos Pellegrini (subte de Buenos Aires)）可以从位于方尖碑地下的商业街，行人可以利用它来避免穿过七月九日大道。
- 自1940年代以来，B线在查卡里塔公墓（英语：La Chacarita Cemetery）附近的费德里科·拉克罗兹站（西班牙语：Federico Lacroze (Buenos Aires Underground)）结束，通勤者可以在此搭乘前往郊区的乌尔基萨线（英语：Urquiza Line）。在1990年代起，才将路线扩张到奥尔图萨尔镇（西班牙语：Villa Ortúzar）和乌尔基萨镇（英语：Villa Urquiza）。

## 画廊

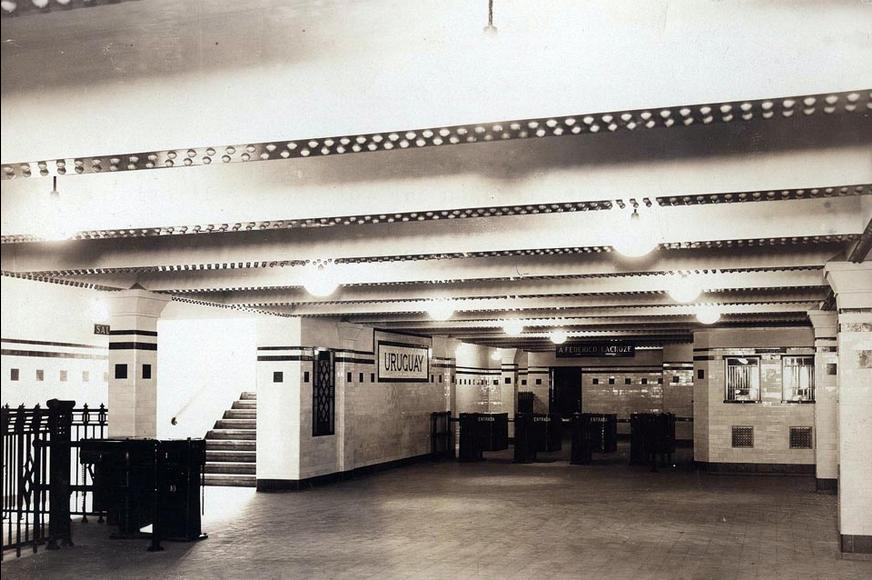
乌拉圭站（英语：Uruguay (Buenos Aires Underground)）大厅（1931年）
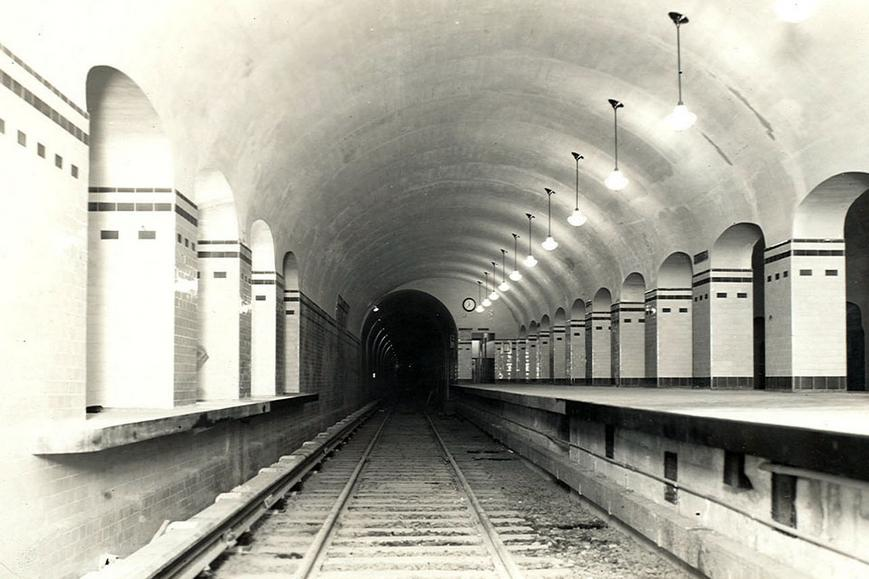
卡洛斯·佩列格里尼站（西班牙语：Carlos Pellegrini (subte de Buenos Aires)）（1931年）
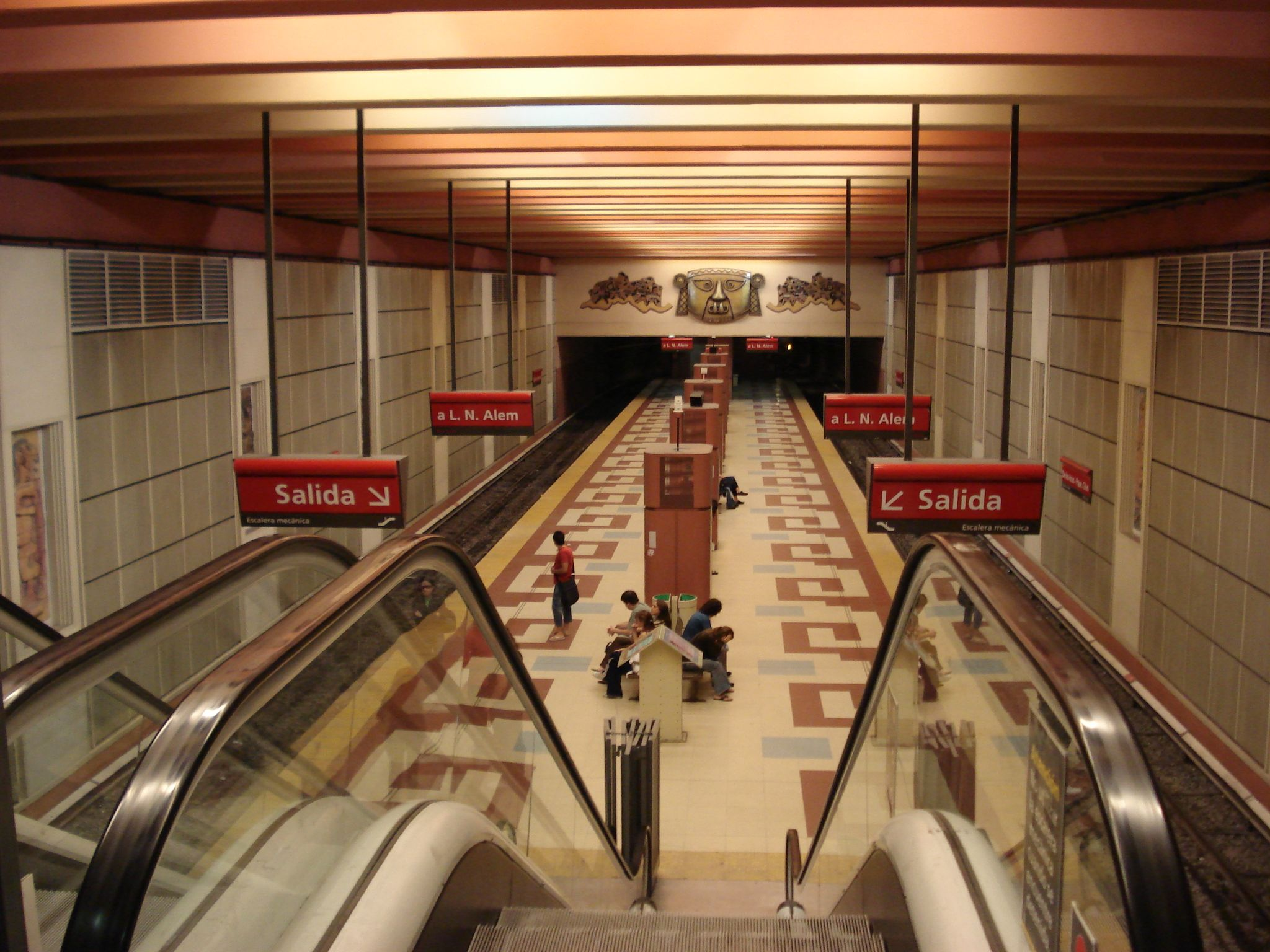
印加站（西班牙语：De los Incas-Parque Chas (subte de Buenos Aires)）
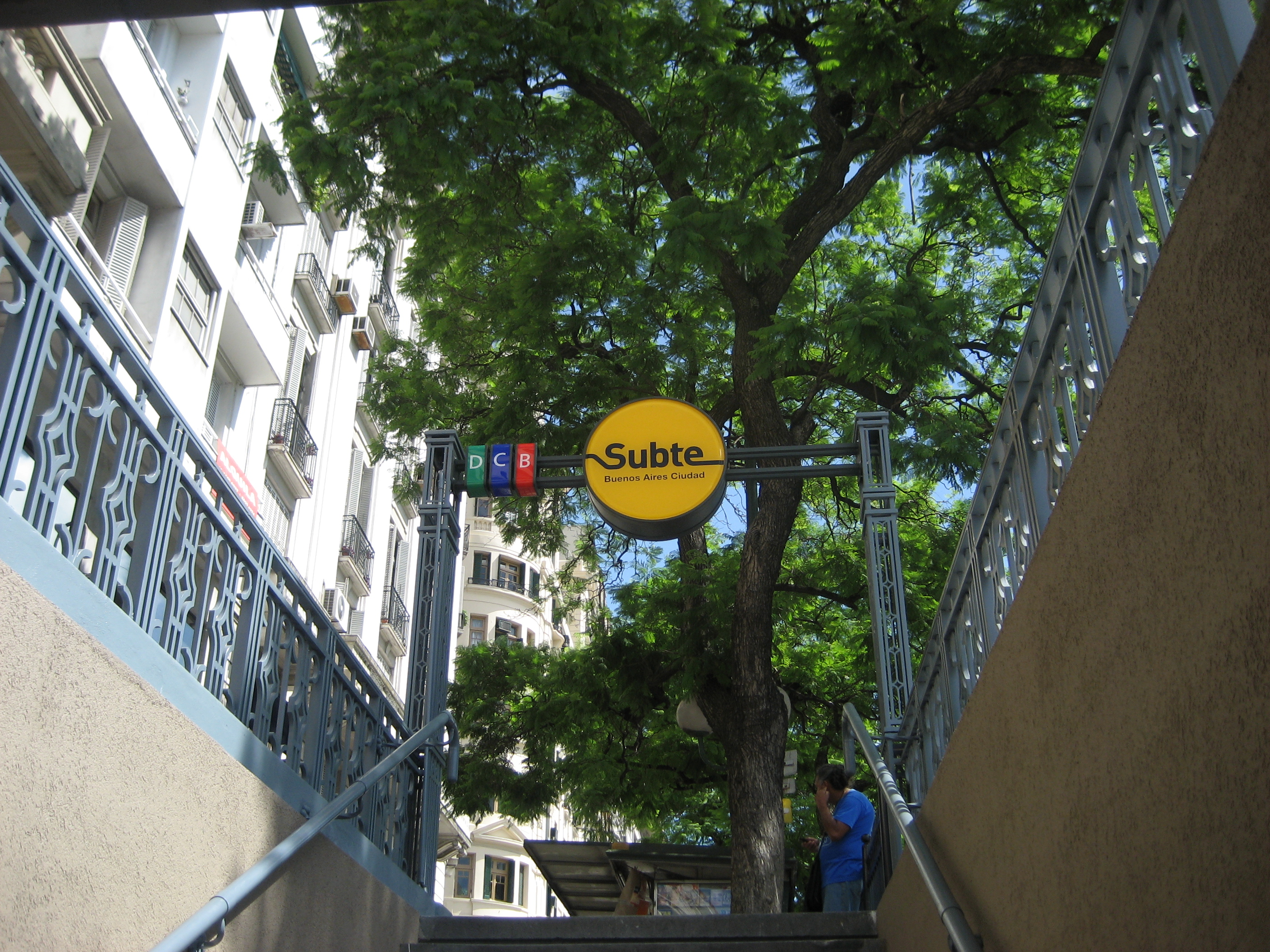
方尖碑地下街出口
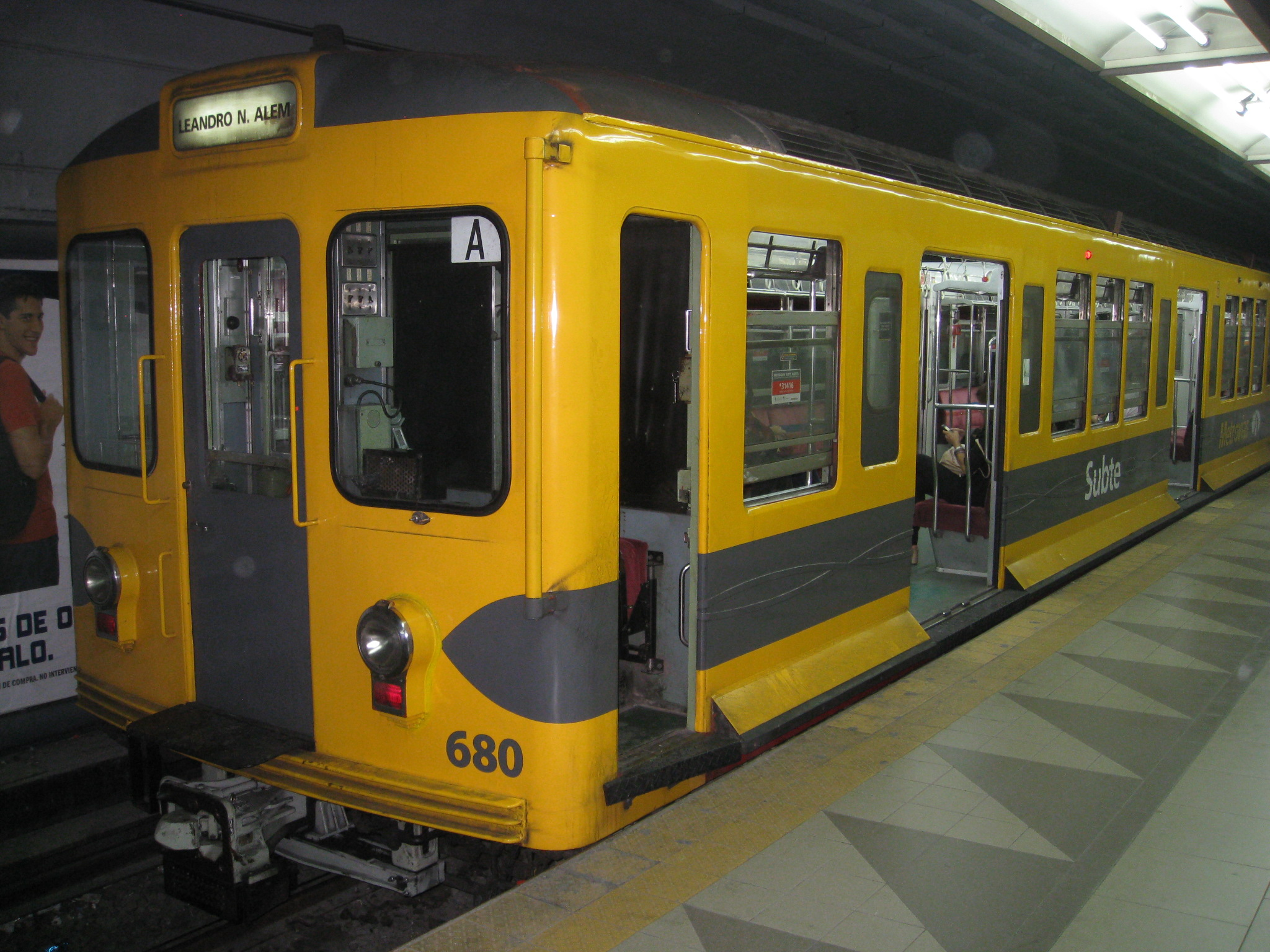
曾在丸之内线使用的营团500型